# The Tyger

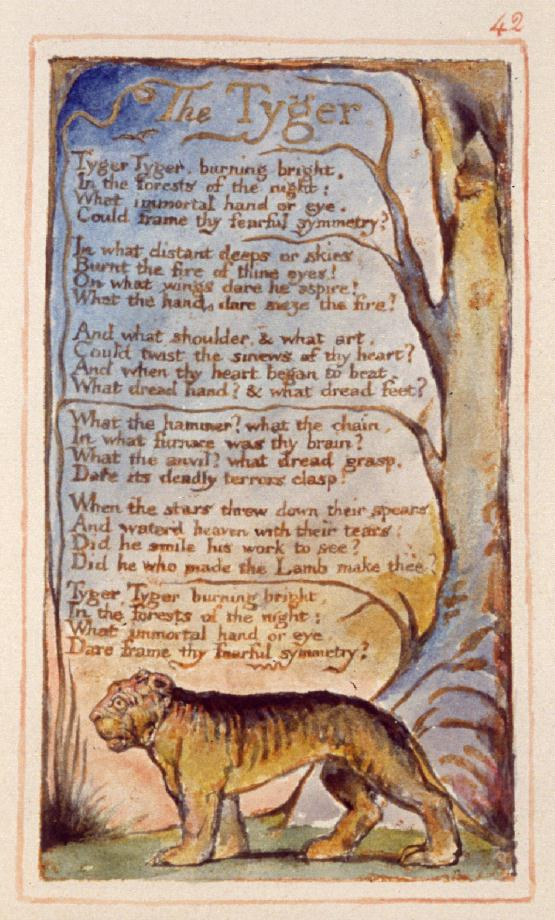
The Tyger aus den Songs of Experience

The Tyger (engl. für "Der Tiger") ist ein Gedicht des englischen Dichters William Blake, das 1794 als Teil seiner Sammlung Songs of Experience veröffentlicht wurde und im Zeitalter der Romantik zu großer Bekanntheit gelangte. Es war Gegenstand sowohl der Literaturkritik als auch zahlreicher Bearbeitungen, darunter auch verschiedener musikalischer Versionen. Das Gedicht ist eines der am meisten anthologisierten im englischen Literaturkanon. Das Gedicht erforscht und hinterfragt christliche religiöse Paradigmen, die im England des späten 18. und frühen 19. Jahrhunderts vorherrschten, und erörtert Gottes Absicht und Motivation für die Erschaffung sowohl des Tigers als auch des Lamms.

## DieSongs of Experience
Die Songs of Experience wurden 1794 als Nachfolger von Blakes Songs of Innocence von 1789 veröffentlicht. Die beiden Bücher wurden unter dem gemeinsamen Titel „Songs of Innocence and of Experience, showing the Two Contrary States of the Human Soul“ veröffentlicht. In einigen Exemplaren sind die Illustrationen anders angeordnet, und eine Reihe von Gedichten wurde von Songs of Innocence nach Songs of Experience verschoben. Blake legte das Werk während seines gesamten Lebens weiter neu auf. Von den Exemplaren der ursprünglichen Sammlung sind nur noch 28 erhalten, die zu seinen Lebzeiten veröffentlicht wurden; weitere 16 wurden posthum veröffentlicht. Nur fünf der Gedichte aus Songs of Experience erschienen einzeln vor 1839.

## Struktur
„The Tyger“' ist sechs Strophen lang, wobei jede Strophe vier Zeilen lang ist. Ein Großteil des Gedichts folgt dem metrischen Muster seiner ersten Zeile und kann als trochäischer Tetrameter katalektisch gelesen werden. Einige Zeilen, wie z. B. die vierte Zeile in der ersten Strophe, sind jedoch jambische Tetrameter.
Das Gedicht ist um zentrale „religiöse“ und christlich geprägte Fragen des lyrischen Ichs in Bezug auf „the creature“ aufgebaut, darunter der Satz „Who made thee?“. Diese Fragen nutzen die Wiederholung von Alliterationen („frame“ und „fearful“) in Kombination mit Bildern (Brennen, Feuer, Augen), um den Bogen des Gedichtes zu spannen.
Die erste Strophe eröffnet das Gedicht mit einer zentralen Frage: „What immortal hand or eye, / Could frame thy fearful symmetry?“. Diese direkte Anrede an das Geschöpf dient als Grundlage für den kontemplativen Stil des Gedichts, da der „Tyger“ dem lyrischen Ich keine befriedigende Antwort geben kann. In der zweiten Strophe wird der „Tyger“ gefragt, wo er erschaffen wurde, während sich in der dritten Strophe der Fokus vom Tiger, der Schöpfung, auf den Schöpfer verlagert – von dem sich der Erzähler fragt: „What dread hand? & what dread feet?“ Die vierte Strophe fragt, welche Werkzeuge bei der Erschaffung des Tigers verwendet wurden. In der fünften Strophe fragt sich der Erzähler, wie der Schöpfer auf den Tiger reagierte, und er fragt, wer die Kreatur geschaffen hat. Die sechste Strophe schließlich ist identisch mit der ersten Strophe des Gedichts, formuliert aber die letzte Zeile um und ändert damit ihre Bedeutung. Anstatt zu fragen, wer oder was den „Tyger“ erschaffen könnte, fragt sich der Sprecher: „who dares“?

## Themen und kritische Analyse
„The Tyger“ ist das Schwestergedicht zu The Lamb (aus Songs of Innocence), eine Reflexion ähnlicher Ideen aus einer anderen Perspektive (Blakes Konzept der „Gegensätze“), wobei „The Lamb“ die Aufmerksamkeit auf die Unschuld lenkt. In „The Tyger“ gibt es eine Dualität zwischen ästhetischer Schönheit und ursprünglicher Wildheit, wobei Blake vorschlägt, dass man, um das eine zu sehen, die Hand, die das Lamm geschaffen hat, auch das andere sehen muss, die Hand, die den Tiger geschaffen hat: „Did he who made the Lamb make thee?“
Die „Songs of Experience“ wurden als Gegenstück zu den „Songs of Innocence“ geschrieben – ein zentraler Grundsatz in Blakes Philosophie und ein zentrales Thema in seinem Werk: Der Kampf der Menschheit basiert nach Blakes Ansicht auf dem Konzept der Gegensätzlichkeit der Dinge, und um zur Wahrheit zu gelangen, muss man daher die Gegensätze in der Unschuld und der Erfahrung sehen. Die Erfahrung sei nicht das Gesicht des Bösen, sondern vielmehr eine weitere Facette dessen, was uns erschaffen hat. Alfred Kazin sagt über Blake: „Nirgendwo ist er ketzerischer als ... dort, wo er den Hammer und das Feuer verherrlicht, aus denen (...) der „Tyger“ geschmiedet wird“. Anstatt an einen Krieg zwischen Gut und Böse oder Himmel und Hölle zu glauben, war Blake der Meinung, dass jeder Mensch die Gegensätze der Existenz und des Lebens zuerst sehen und dann auflösen muss. In „The Tyger“ präsentiert er ein Gedicht des „triumphierenden menschlichen Bewusstseins“ und eine „Hymne an das reine Sein“, so Kazin.

## Vertonungen
Blakes ursprüngliche Vertonungen seiner Gedichte sind im Laufe der Zeit verloren gegangen, aber viele Künstler haben ihre eigenen Versionen geschaffen.
- Benjamin Britten, in seinem Liederzyklus Songs and Proverbs of William Blake (1965)
- Marianne Faithfull, in ihrem Lied Eye Communication (1981) aus dem Album Dangerous Acquaintances
- Allen Ginsberg, auf seinem Album First Blues.[9]
- Howard Frazin, in seinem Lied "The Tiger" für Sopran und Piano (2008), später im Auftrag des Boston Classical Orchestra in eine Orchesterouvertüre In the Forests of the Night ausgebaut (2009)[10]
- Duran Duran – "Tiger Tiger" (1983)
- Greg Brown, im Album Songs of Innocence and of Experience (1986)
- John Tavener – "The Tyger" (1987)[11]
- Tangerine Dream – im Album Tyger (1987)
- Jah Wobble – Tyger Tyger (1996)
- Kenneth Fuchs – Songs of Innocence and of Experience: Four Poems by William Blake for Baritone, Flute, Oboe, Cello, and Harp (fertiggestellt 2006)
- Herbst in Peking – "The Tyger and The Fly" (2014)
- Qntal – Tyger (2014)
- Mephisto Walz –The Tyger

Bob Dylan bezieht sich in Roll on John (2012) ebenfalls auf Blakes Gedicht.

## Weitere Bezüge und Zitate
- Der Titel des Science-Fiction-Romans Tiger! Tiger! von Alfred Bester ist ein Zitat aus dem Gedicht The Tyger, dessen erste Zeilen dem Roman vorangestellt sind.
- Der 2007 erschienene Roman Burning Bright von Tracy Chevalier befasst sich mit Blakes Leben im London des ausgehenden 18. Jahrhunderts. William Blakes Gedicht Tyger, tyger, burning bright gab dem Roman seinen Namen.
- In der Finalfolge der zweiten Staffel der Serie The Mentalist zitiert der Serienmörder Red John die erste Strophe von Blakes The Tyger. Er vergleicht sich so mit diesem Tiger, der auch von Natur aus tötet. Auch im weiteren Verlauf der Serie spielt diese Strophe eine Rolle.
- In dem Film Jagd nach Millionen (1947) von Robert Rossen zitiert Peggy (Lilli Palmer) die erste Strophe von The Tyger aus Songs of Experience.[13]
- In dem Psychothriller The House That Jack Built des Regisseurs Lars von Trier von 2018 bezieht sich ein Serienmörder, der sich selbst das Pseudonym Mr. Sophistication gibt, bei der Schilderung seiner Gräueltaten auf Kunstwerke von William Blake, zum Beispiel auf seine beiden Gedichte The Lamb und The Tyger.
- Dem britischen Schriftsteller SF Said diente das Gedicht als Inspiration für sein 2022 erschienenes Kinderbuch Tyger.[14]